# Tschechische Volleyballnationalmannschaft der Frauen
Die tschechische Volleyballnationalmannschaft der Frauen ist eine Auswahl der besten tschechischen Spielerinnen, die den tschechischen Verband (Český Volejbalový Svaz) bei internationalen Turnieren und Länderspielen repräsentiert. Bis 1993 spielte die tschechoslowakische Volleyballnationalmannschaft.

## Geschichte

### Weltmeisterschaft
Die Tschechinnen nahmen bei der Weltmeisterschaft 1994 erstmals nach der Eigenständigkeit teil und wurden Neunter. 2002 waren sie wieder dabei, schieden aber trotz zweier Sieger als Gruppenfünfter der Vorrunde aus. Bei der WM-Teilnahme 2010 erreichten sie die zweite Gruppenphase, in der sie jedoch alle Spiele verloren. 2022 wurden sie Achtzehnte.

### Olympische Spiele
Seit der Eigenständigkeit gelang den tschechischen Frauen keine Qualifikation für die Olympischen Spiele.

### Europameisterschaft
Bei der Europameisterschaft 1995 schieden die Tschechinnen in der Vorrunde aus und wurden Zehnter. 1997 gewannen sie im eigenen Land das Spiel um den dritten Platz gegen Bulgarien. Nach einem verpassten Turnier kamen sie 2001 nicht über den elften Rang hinaus. 2003 schieden sie sieglos in der Vorrunde aus. Beim nächsten Turnier fehlten sie wieder. Bei der EM 2007 kamen sie in die zweite Gruppenphase und wurden Neunter. Zwei Jahre später erreichten sie ebenfalls nach der zweiten Gruppenphase den zehnten Rang. 2011 unterlagen sie im Viertelfinale gegen Deutschland. 2013 verloren sie das Playoff-Spiel gegen Frankreich. In der gleichen Runde mussten sie sich 2015 den Belgierinnen geschlagen geben. Mit einer Niederlage gegen Weißrussland verpassten sie auch 2017 das Viertelfinale. Für die EM 2019 qualifizierten sie sich nicht. 2021 verloren sie im Achtelfinale gegen die Türkei.

### World Cup
Tschechien nahm bisher nicht am World Cup teil.

### World Grand Prix
Beim World Grand Prix nahmen die Tschechinnen 2013 erstmals teil und kamen auf den 14. Platz. Ein Jahr später verloren sie das Finale in der dritten Division. 2015 erreichten sie den dritten Platz in der zweiten Division. Dort wurden sie 2016 Sechster. Bei der letzten Ausgabe 2017 unterlagen sie im Spiel um den dritten Rang der zweiten Division dem deutschen Team.

### Europaliga
In der Europaliga 2011 verloren die Tschechinnen das Spiel um den dritten Platz gegen Bulgarien. 2012 gewannen sie gegen den gleichen Gegner das Turnier. 2018 wurden sie gegen Finnland Dritter. 2019 gewannen sie wieder den Wettbewerb, wobei Kroatien der Gegner im Finale war. 2021 verloren die Tschechinnen das Spiel um den dritten Platz gegen Spanien.